# السكك الحديدية في السودان

السكك الحديدية في السودان

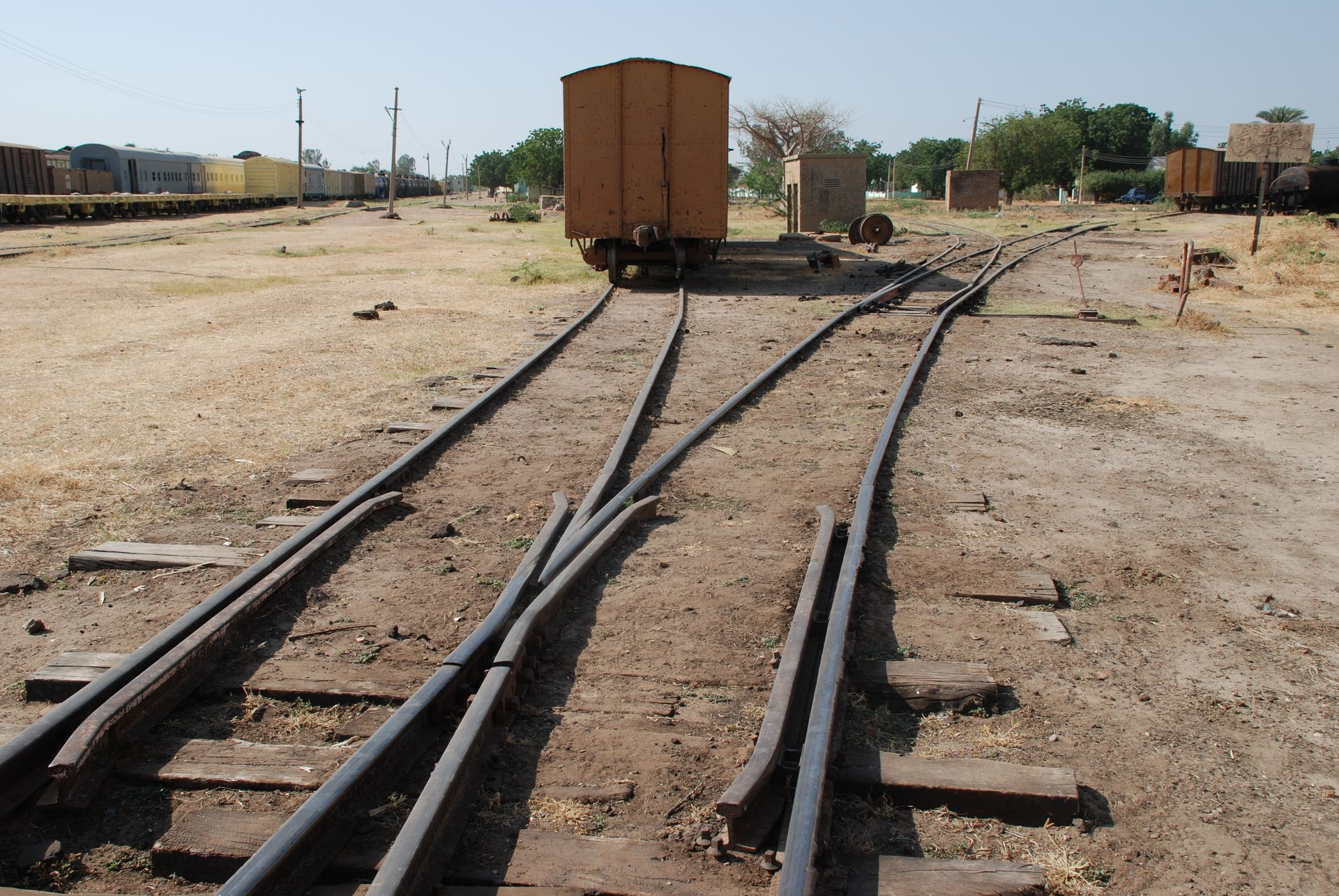
خط السكة حديد - كوستي - ولاية النيل الابيض

تمتلك السودان 4,725 كيلومترًا من السكك الحديدية الضيقة ذات المسار الواحد، يمتد الخط الرئيسي من وادي حلفا في أقصى شمال السودان إلى مدينة الخرطوم ومن الجنوب الغربي إلى الأبيض عبر سنار وكوستي مع امتدادات إلى نيالا في جنوب دارفور، هناك خطوط أخرى تربط عطبرة وسنار مع بورتسودان، وسنار مع الدمازين. كما يخدم خط بطول 1400 كيلومتر ولاية الجزيرة حيث يتم زراعة القطن. تبذل جهود حاليًا لتطوير النقل بالسكك الحديدية[متى؟] جارية لتعويض سنوات من الإهمال وتدهور الكفاءة.

## إحصائية
المجموع: 5,063 كم
ملحوظة: الخط الرئيسي الذي يربط مدينة الخرطوم بمدينة بورتسودان يحمل أكثر من ثلثي حركة السكك الحديدية في السودان.

## سكك حديد السودان
نظام سكك حديد السودان كانت تديره شركة سكك حديد السودان (SRC) المملوكة للحكومة، قدم النظام الرئيسي خدمات لمعظم مراكز الإنتاج والاستهلاك في البلاد، أما الخط الآخر: فهو خط سكة حديد الجزيرة الخفيف، فكان مملوكًا لمجلس الجزيرة السوداني ويخدم مشروع الجزيرة وامتداده لمدينة المناقل.
سيطرت السكك الحديدية على النقل التجاري في السنوات الأولى ولكن المنافسة مع الطرق السريعة الأخرى زادت بسرعة، وبحلول عام 2013م كان 90% من النقل البري في السودان عن طريق البر بواسطة الطرق المعبدة، تمت إعادة تنظيم نظام السكك الحديدية الرئيسي في شركتين - شركة SRC التي تمتلك الأصول المادية للسكك الحديدية السودانية وشركة أخرى نظمت العمليات بمشاركة شركات خاصة (كان هناك 10 شركات خاصة تدير عمليات في خطوط مختلفة في عام 2013).

## التاريخ

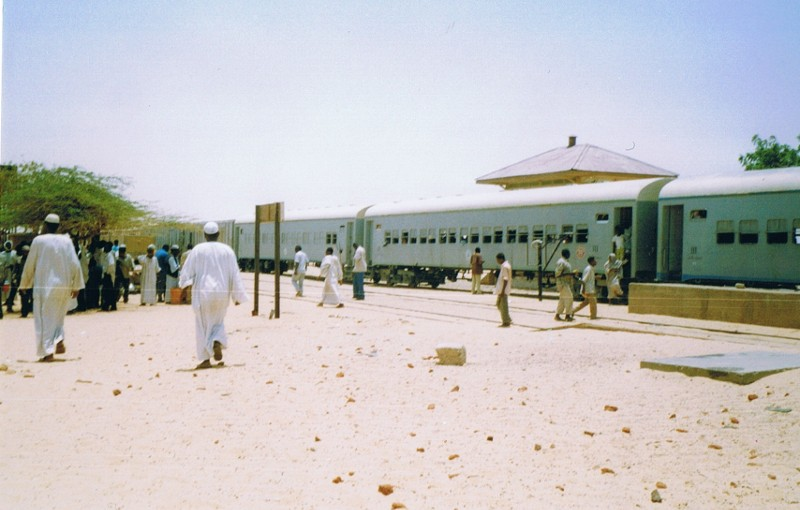
محطة للسكة حديد في شمال السودان

اعتمد تفوق نظام السكك الحديدية على التطورات التاريخية التي أدت إلى بنائه كعنصر مساعد للعمليات العسكرية البريطانية لدخول السودان، على الرغم من أن الخط الأول بدأ من قبل الخديوي إسماعيل باشا عام 1874م من وادي حلفا إلى صرص بطول حوالي 54كم على الضفة الشرقية لنهر النيل الذي كان في الأصل مشروعًا تجاريًا وتم ايقاف هذا الخط من قبل الحاكم العام غوردون في عام 1878م لتقليل الإنفاق، لأن الخط لم يثبت جدواه التجارية، ثم تم تمديده من قبل حملة النيل في عام 1884م امتدادا إلى منطقة عكاشة على النيل ولكن دمرها الدراويش (انصار الثورة المهدية) ابان الثورة المهدية في السودان عندما انسحبت القوات البريطانية إلى وادي حلفا.
تم بناء خط للسكة الحديد بطول 20 ميلاً بواسطة شركة جون ايرد - John Aird &amp; Co من مدينة سواكن على البحر الأحمرفي عام 1884م أثناء حملة البحر الأحمر ولكن تم التخلي عنها في عام 1885م، بعدها تم تمديد خط وادي حلفا - صرص مرة أخرى إلى مدينة كرمة في مايو 1887م لدعم حملة دنقلا من قبل بريطانيا ضد الثورة المهدية، تم بناء هذا الخط بتكاليف قليلة ولم يكن له استخدامات كثيرة مما أدى إلى التخلي عنه في عام 1905.
كان القسم الأول من السكك الحديدية السودانية الحالية يمتد من وادي حلفا شمالا إلى مدينة أبو حمد على النيل، وكان انشاؤها أيضًا مهمة عسكرية، حيث تم بناؤه من قبل البريطانيين لاستخدامه في حملة الجنرال هربرت كتشنر ضد الثورة المهدية السودانية في أواخر تسعينيات القرن التاسع عشر. تم مد الخط إلى مدينة عطبرة على نهر النيل في عام 1897م أثناء الحملة وبعد هزيمة المهدية عام 1898م استمر بناء الخط الحديدي إلى الخرطوم والذي اكتمل في 1899م، تم بناء الخط 1٬067 mm (3 ft 6 in) وهي مواصفات مسار القياس نتيجة لاستخدام كتشنر العملي لمخزون الدرفلة وقضبان هذا المقياس من الخط القديم. تم استخدام هذا المقياس في جميع الإنشاءات السودانية للسكة حديد لاحقا.
كان الخط المفتوح طريقًا تجاريًا من وسط السودان عبر مصر إلى البحر الأبيض المتوسط وما وراءه. لكنه كان مجدٍ اقتصاديا بسبب المسافة والحاجة إلى إعادة الشحن عبر النيل، وفي عام 1904م تم إنشاء خط جديد من مدينة عطبرة إلى البحر الأحمر وتم اكتماله في أكتوبر 1905م، و في عام 1906م وصل الخط الجديد إلى مدينة بورتسودان والسبب من إنشاء هذا الخط كان لتوفير اتصال مباشر بين الخرطوم والنقل البحري.
خلال نفس العقد، تم إنشاء خط من الخرطوم يتجه جنوبًا إلى سنار، قلب منطقة زراعة القطن في منطقة الجزيرة واستمر الخط غربا حتى وصل مدينة الأبيض ثاني أكبر مدينة في البلاد ومركز إنتاج الصمغ العربي واكتمل العمل في فبراير 1912م.
في شمال السودان تم بناء خط فرعي بالقرب من مدينة أبو حمد إلى كريمة يربط حركة الملاحة على نهر النيل بين الشلال الرابع والثالث، حيث كانت الحركة الملاحية النهرية بصورة كبيرة بين المدن الواقعة على طول نهر النيل.
في عشرينيات القرن الماضي، كان هناك تشجيع على بناءالسكك الحديدية من مدينة هيا في شرق السودان كنقطة على الخط الرئيسي 200كم جنوب غرب بورتسودان يتجه جنوباً إلى منطقة إنتاج القطن بالقرب من مدينة كسلا ثم إلى منطقة الحبوب بالقضارف وأخيراً إلى تقاطع الخط الرئيسي في سنار، انتقلت رسميا حركة النقل في المنطقة إلى هذا الخط المباشر إلى بورتسودان حيث كان يمر سابقا بالخرطوم.
في الخمسينيات من القرن الماضي تم تمديد عدة خطوط حديدية تضمنت تمديد الخط الغربي إلى نيالا (1959م) في إقليم دارفور وخط فرعي جنوب غربي إلى واو (1961م) ثاني أكبر مدن جنوب السودان الواقعة في ولاية بحر الغزال.
وبهذا الخط تم اكمال شبكة الخطوط الرئيسية للسكة حديد في السودان والتي بلغ إجماليها في عام 1990م حوالي 4800 كم [2].
في عام 1995م كانت هناك تمديدات فرعية صغيرة لاحقة للسكة حديد من أبو جبرة إلى المُجلد بطول (52)كم، وأيضا تم تمديد (10كم) من مدينة الأبيض إلى مصفاة الأبيض، وتم تمديد(10كم) من ألبان إلى سد مروي.

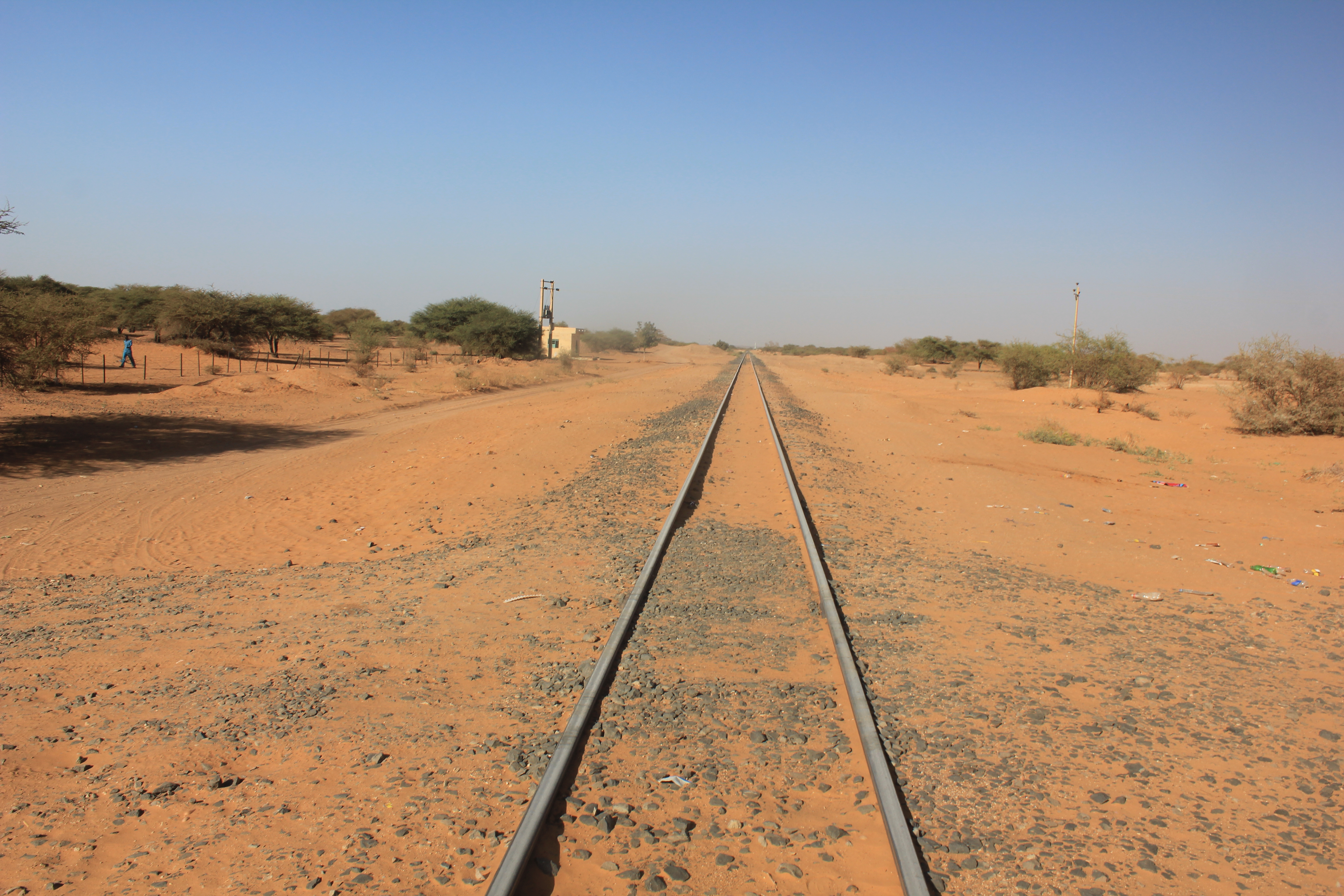
خطوط السكك الحديدية في مروي

| طريق                     | سنوات     | طول    |
| ------------------------ | --------- | ------ |
| وادي حلفا - أبو حمد      | 1897-1898 | 350 كم |
| ابو حمد - عطبرة          | 1898      | 244 كم |
| عطبرة - الخرطوم          | 1898-1900 | 313 كم |
| عطبرة - بورتسودان        | 1904–1906 | 474 كم |
| محطة رقم 10 - كريمة      | 1905      | 222 كم |
| الخرطوم - كوستي - الأبيض | 1909-1911 | 689 كم |
| هيا- كسلا                | 1923-1924 | 347 كم |
| كسلا - القضارف           | 1924-1928 | 218 كم |
| القضارف - سنار           | 1928-1929 | 237 كم |
| سنار - الدمازين          | 1953-1954 | 227 كم |
| مفرق عرديبة - بابنوسة    | 1956-1957 | 354 كم |
| بابنوسة - نيالا          | 1957-1959 | 335 كم |
| بابانوسة - واو           | 1959-1962 | 444 كم |
| خشم القربة - دغيم        | 1962      | 70 كم  |
| المُجلد - أبو جبرة        | 1995      | 52 كم  |

المصدر:

### قاطرات الديزل

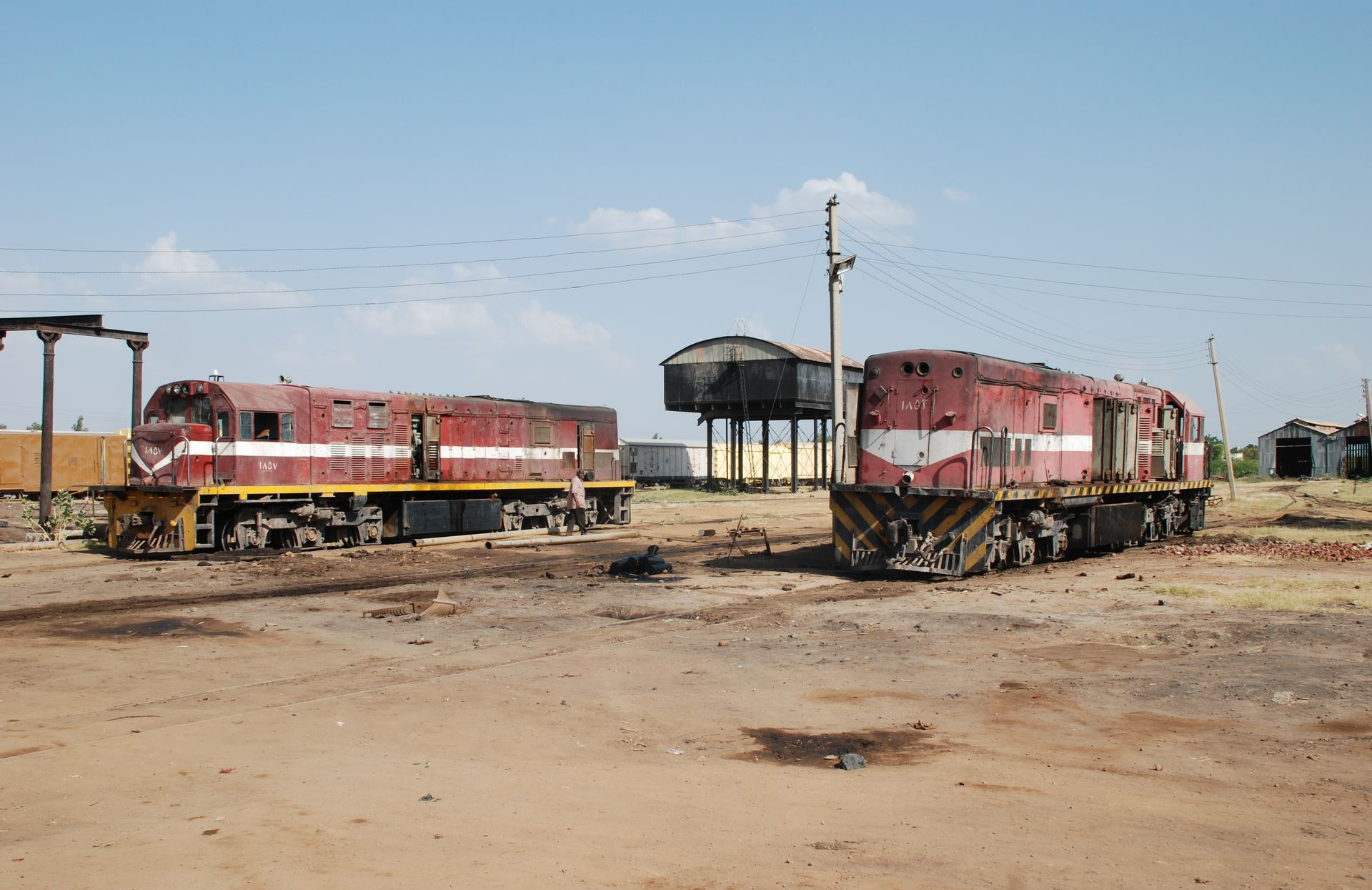
قاطرات ديزل بمدينة كوستي - السودان 2008م

بدأ تحويل السكك الحديدية السودانية إلى محركات الديزل في أواخر الخمسينيات من القرن الماضي، ولكن استمر استخدام عدد قليل من القاطرات البخارية الرئيسية حتى عام 1990م، حيث كانت خطوط الخدمة ذات قضبان أخف وزنًا وخلال الستينيات احتكرت السكك الحديدية بشكل أساسي نقل تجارة الصادرات والواردات، وكانت عمليات النقل وقتها مربحة تجاريا، في أوائل السبعينيات تراجعت الأرباح بالرغم من إضافة معدات الديزل الجديدة في عام 1976م أعقبها عودة إلى الربحية فقد حدث تراجع آخر بحلول نهاية العقد، وتعزى الخسائر في جزء منها إلى عوامل تضخمية ونقص قطع الغيار، واستمرت بعض الخطوط التي تتميز بحركة مرور خفيفة فقط وتم الاحتفاظ بهذه الخطوط وتشغيلها للحوجة اليها في التنمية الاقتصادية ولأسباب اجتماعية، يتم استخدام عدد من قاطرات الديزل الجنوب أفريقية في السودان.

### الكساد

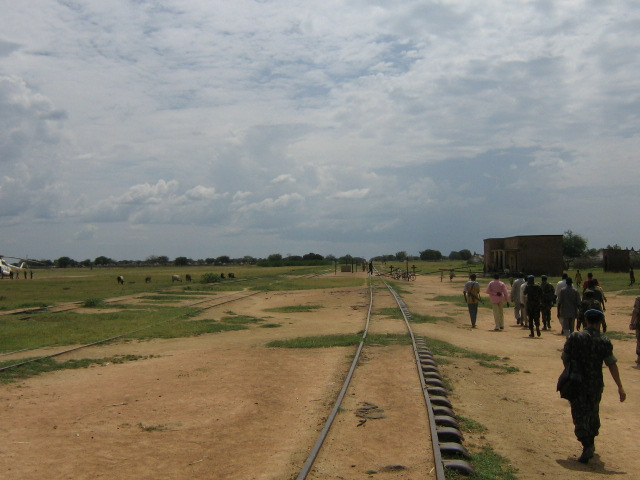
خطوط ومحطة السكك الحديدية المهجورة في مالوال (أو روماكال / روما كير) في ولاية شمال بحر الغزال، السودان (2007)م - دولة (جنوب السودان حاليا). كانت المحطة حتى وقت قريب تستخدم كثكنات للقوات المسلحة السودانية

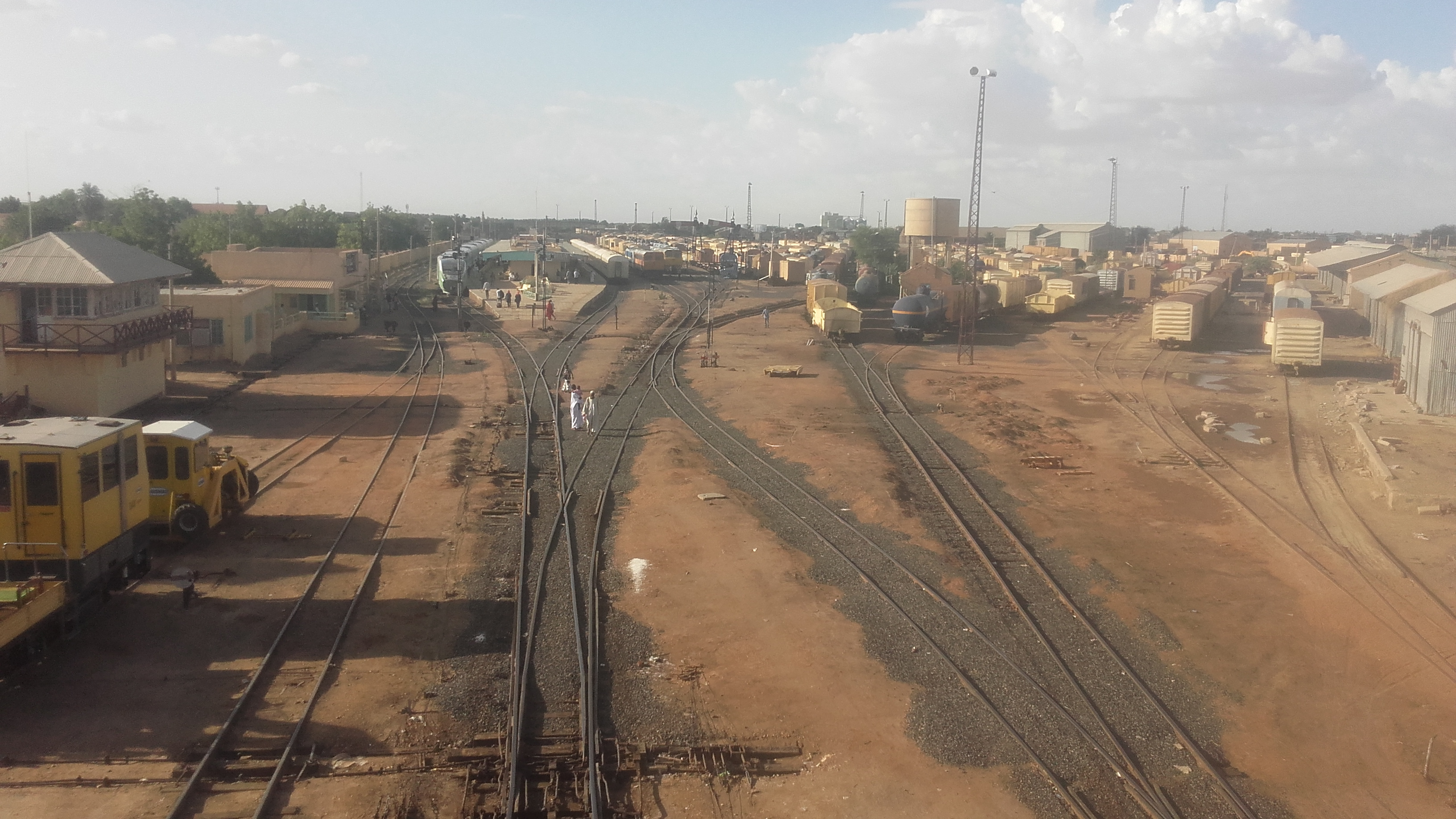
محطة السكة حديد عطبرة

يبدو أن السبب الرئيسي للانكماش كان فقدان الكفاءة التشغيلية. وانخفضت إنتاجية العمال، على سبيل المثال، كان إصلاح القاطرات بطيئًا جدًا لدرجة أن نصف العدد الإجمالي فقط كان يعمل عادةً، فقد كان يتم تسليم عربات الشحن خلال الصيانة في فترة طويلة جدا، كما ان البطء في البلاغات من قبل الإدارة لعمليات الصيانة لم يواكب المنافسة المتزايدة من النقل البري وكان هذا عاملاً رئيسًا أيضًا من عوامل الكساد. ألقى مسؤول سابق في نقابة القطارات السودانية باللوم على محاولات جعفر نميري لسحق النقابات العمالية (التي نظمت العديد من الإضرابات على السكك الحديدية) بطرد 20 ألف موظف مؤهل جيدًا من 1975م إلى 1991م.
على الرغم من أن نظام الطرق أكثر تكلفة بشكل عام، فقد تم استخدامه بشكل متزايد للسلع منخفضة الحجم وذات القيمة العالية لأنه يمكن أن يقدم عمليات نقل بسرعة أكبر — يومين أو 3 أيام من بورتسودان إلى الخرطوم، مقارنة بـ 7 أو 8 أيام للشحن السريع بالسكك الحديدية ويمتد لأكثر من أسبوعين للشحن العادي. في عام 1982م وصل واحد إلى اثنين بالمائة فقط من قطارات الشحن (والركاب) في الوقت المحدد، كان التآكل التدريجي لحركة الشحن بالسكك الحديدية آخذا في التزايد، من أكثر من 3 ملايين طن يتم نقلها سنويًا في بداية السبعينيات إلى حوالي مليوني طن في نهاية العقد.
كما شهدت الثمانينيات تآكلًا ثابتًا في الحمولة نتيجة مزيج من الإدارة غير الفعالة، وتعنت النقابات وفشل المشاريع الزراعية في تحقيق أهداف الإنتاج، وندرة قطع الغياروالحرب الأهلية المستمرة، تم تدمير الجسر الذي هو جزء من خط السكة حديد في أويل في الثمانينيات وكانت مدينة واو بدون سكك حديدية لأكثر من 20 عامًا.
أعيد فتح الخط إلى واو في عام 2010 لكن واو أصبحت جزءًا من دولة جنوب السودان عندما أعلنت استقلالها في عام 2011م، خلال الحرب الهلية في الجنوب (1983-2005)، وصلت القطارات العسكرية إلى أويل مصحوبة بأعداد كبيرة من القوات والميليشيات، مما تسبب في اضطراب كبير للمدنيين ومنظمات الإغاثة الإنسانية على طول خط السكك الحديدية.

### العهد الحديث
على الرغم من الاستخدام المتزايد للطرق بسرعة فقد ظلت السكك الحديدية ذات أهمية قصوى بسبب قدرتها على التحرك بتكلفة منخفضة مقارنة بالحجم الكبير للصادرات الزراعية ونقل الواردات المتزايدة من المعدات والآليات الثقيلة ومواد البناء من أجل التنمية داخليًا مثل متطلبات عمليات التنقيب عن النفط والحفر. تضمنت الجهود المبذولة لتحسين نظام السكك الحديدية المقترحة في أواخر السبعينيات والثمانينيات وضع قضبان أثقل وإصلاح القاطرات وشراء قاطرات جديدة وتحديث معدات الإشارات وتوسيع مرافق التدريب وتحسين مرافق إصلاح القاطرات والمقطورات.
مشروع واحد من شأنه مضاعفة الخط من بورتسودان إلى تقاطع الطريق الفرعي إلى سنار، وبالتالي في الواقع مضاعفة خط سكة حديد بورتسودان - الخرطوم. تم تقديم مساعدة كبيرة لهذه المشاريع وغيرها من مشاريع تحسين الأسهم والمسار من قبل الحكومات والمنظمات الأجنبية، بما في ذلك صندوق التنمية الأوروبي و AFESD، والرابطة الدولية للتنمية وبريطانيا وفرنسا والصين واليابان.
تم إعاقة تنفيذ الكثير من هذا العمل بسبب عدم الاستقرار السياسي في الثمانينيات إضافة إلى الديون وندرة العملة الصعبة ونقص قطع الغيار وضوابط الاستيراد. كما ألقى مسؤول نقابي سابق للسكك الحديدية باللوم على الرئيس السوداني السابق عمر حسن البشير الذي تولى منصبه في عام 1989م واستمر في سياسة النظام السابق المتمثلة في التسريح الجماعي للموظفين وإجبارهم على التقاعد المبكر أو نقل موظفي السكك الحديدية المؤهلين إلى مواقع بعيدة عن الطريق واستبدالهم بـ المعينون السياسيون غير الأكفاء. قُدر في منتصف عام 1989م أن السكك الحديدية تعمل بأقل من 20% من طاقتها. في عام 2015م قيل أن السكك الحديدية لديها 60 قطارًا متاحًا ولكن السرعة القصوى التي يمكن أن تقطعها كانت 40 كم / ساعة بسبب ضعف خطوط السكك الحديدية..

## سكة حديد الجزيرة الخفيفة
سكة حديد الجزيرة الخفيفة: هي أحد أكبر خطوط السكك الحديدية الخفيفة في إفريقيا تطورت من المسارات الموضوعة في عشرينيات القرن الماضي لبناء القنوات لمشروع الجزيرة. في ذلك الوقت كان للسكك الحديدية حوالي 135 كم من 2 ft (610 mm) مسار ضيق. ومع زيادة حجم منطقة المشروع تم تمديد خط السكة الحديد، وبحلول منتصف الستينيات من القرن الماضي كان يتكون من نظام معقد يبلغ إجمالي طوله 716 كم. كان هدفها الأساسي هو خدمة منطقة المشروع الزراعي عن طريق نقل القطن إلى المحالج والأسمدة والوقود والأغذية وغيرها من الإمدادات إلى القرى في المنطقة، عادة ما يتم تعليق العمليات خلال موسم الأمطار.

## طوكر - سكة حديد ترينكيتات الخفيفة
تم بناء سكة حديد طوكر - ترينكيتات الخفيفة في عام 1921/1922م في 600 مليمتر (1 قدم (وحدة قياس) 115⁄8 بوصة)، وكان طوله 29 كم، ويستخدم بشكل أساسي لتصدير محصول القطن من طوكر، واستخدمت في هذا الخط قطارات السكك الحديدية الخفيفة التابعة لوزارة الحرب السابقة والقاطرات البسيطة التي تم استيعابها من قبل شركة السكك الحديدية السودانية في عام 1933م وأغلقت في عام 1952م.

## التمديد المقترح لخط نيالا - تشاد
في عام 2011 م ورد أنه تم الحصول على أموال لبناء امتداد للسكة حديد من نيالا إلى تشاد - كان من المقرر الحصول على التمويل من الصين في عام 2012 أيضًا افادت تقارير انه تم توقيع عقد لبناء خط سكة حديد من الحدود السودانية التشادية إلى العاصمة التشادية انجمينا. لكن في عام 2014 م أفيد أنه على الرغم من اتفاق السودان وتشاد على وقف دعم المتمردين في البلدين إلا أن المشروع الذي تبلغ قيمته ملياري دولار أمريكي لم يتم التوقيع عليه ولم يبدأ بعد.

## استقلال جنوب السودان
بعد إعلان استقلال دولة جنوب السودان عام 2011 م لم يعد خط بابنوسة- واو بطول 248 كلم داخل الأراضي السودانية (الشمالية).

## المواصفات
- المقياس : 3 قدم (وحدة قياس) 6 بوصة (1٬067 مليمتر)
- الفرامل : الهواء[24][25][26] بدلاً من الفراغ
- أدوات التوصيل: مقرنة عازلة مركزية[27] بدلاً من ABC

## روابط للدول المجاورة
- جمهورية إفريقيا الوسطى - لا يوجد
- تشاد - يخطط إنشاء خط يربط بين نيالا والحدود،[28]
- مصر - مخطط[29][30]
- إرتريا - تسني - متوقفة – اختلاف في مقياس السكة (1067 مم / 950 مم)
- إثيوبيا - لا يوجد - يقترح مد خط[31]
- ليبيا - لا يوجد
- جنوب السودان - يحتاج لتأشيرة لاستخدام الخط المؤدي إلى وادي

## روابط خارجية
- خريطة الأمم المتحدة
- خريطة أطلس للمفوضية
- خريطة تفاعلية للسكك الحديدية في السودان وجنوب السودان
- هيئة سكك حديد السودان
- Winchester، المحرر (1936)، "Through desert and jungle"، Railway Wonders of the World، ص. 193–199، مؤرشف من الأصل في 2022-10-16 وصف توضيحي للسكك الحديدية في السودان